# بالکریشان سینگ
بالکریشان سینگ (انگلیسی: Balkrishan Singh; ۱۰ مارس ۱۹۳۳ – ۳۱ دسامبر ۲۰۰۴) بازیکن هاکی روی چمن اهل هند بود.
وی به‌همراه تیم ملی هاکی روی چمن مردان هند به مقام قهرمانی در بازی‌های المپیک تابستانی ۱۹۵۲ و ۱۹۵۶ دست پیدا کرده‌است.